# À cause de la nuit
À cause de la nuit (titre original : Because the Night) est un roman policier américain écrit par James Ellroy et publiée en 1984. La traduction française est parue en 1987.
Il s'agit du deuxième roman de la Trilogie Lloyd Hopkins. Il est précédé de Lune sanglante et suivi par La Colline aux suicidés.

## Résumé
Après l'affaire Verplanck, le sergent Lloyd Hopkins du L.A.P.D. voit sa carrière mise à l'arrêt. Lui et Dutch Peltz ne doivent plus compter sur une promotion. La femme de Hopkins a demandé le divorce et il ne parle plus à ses filles que par téléphone.
Peltz l'envoie enquêter discrètement sur la disparition d'un autre agent du L.A.P.D. : Jack Herzog. Au même moment, un magasin d'alcool est braqué et trois personnes sont exécutées. Hopkins ne va pas tarder à faire le lien entre les deux affaires et à se mesurer à un adversaire dangereux, surnommé le voyageur de la nuit.

## Commentaire
À cause de la nuit reprend le même procédé narratif que pour Lune sanglante : le lecteur suit en parallèle l'enquêteur et le tueur, les chapitres alternant les deux points de vue.
Le style est également le même que pour le roman précédent, Ellroy n'est pas encore aussi incisif que dans le Quatuor de Los Angeles, mais on trouve déjà ses obsessions d'auteur : les femmes, la folie, les blessures de l'enfance, la pornographie, le sexe et la quête de la rédemption.
Ce roman suit les mêmes procédés que son prédécesseur. Toutefois, l'histoire est plus tendue et le face-à-face entre Hopkins et le voyageur de la nuit atteint une réelle force grâce à la faculté d'Ellroy de faire monter la tension au fil des pages.